# ポスコ
株式会社ポスコ (POSCO) は、大韓民国（韓国）最大の鉄鋼メーカー。
日韓基本条約に伴う対日請求権資金などによる資本をもとに、朴正煕大統領の肝いりで1968年に設立、1973年に浦項市にて操業開始。八幡製鐵と富士製鐵、日本鋼管の技術供与で急速に発展して、設立当時1人あたりの国民所得が200ドル程度だった韓国の経済発展に大きく貢献した。
設立当初は浦項総合製鉄株式会社（ポハンそうごうせいてつ、포항종합제철）という社名だったが、2002年に英文社名の「Pohang Iron and Steel Company」から取った略称を正式社名とした。

## 概要
韓国政府は製鉄所建設のため1968年3月に浦項製鉄を創立
。出資比率は韓国政府75%、大韓重石(韓国国営企業)25%
。これに先立つ1966年12月に韓国政府は外国民間企業8社(日本からは2社)からなる「対韓国際製鉄借款団（KISA: Korea International Steel Associates）」を発足し、外国借款調達を委託。しかしKISAからの楽観的な報告とは異なり実際にはKISAは各国から借款調達ができず、1969年2月までには世界銀行やアメリカ輸出入銀行からも計画に経済性がないなどとして借款はできないことが明確となった(この危機に朴泰俊社長は側近に「会社の清算計画」を準備しておくよう極秘の指示を出した)。そのため韓国政府はKISAとの協定を破棄。日韓基本条約にともなう対日請求権を流用することにし、対日請求権5億ドル（無償3億ドル、有償2億ドル）のうち約7723万ドル、さらに日本輸出入銀行から商業借款5450万ドルを受けた。これにより慶尚北道浦項市に国営の浦項総合製鉄所第一期設備が1970年から建造され1973年に竣工した。
1998年、会社自体は民間企業となったものの（後述）、トップの人事は時々の政権の意向に大きく左右され、政権が変わるたびに歴代会長も変わり続けてきた歴史がある。

### 日本の資金援助と技術供与
浦項総合製鉄第1期工事（1973年）の総額は外国資本約1億6800万ドル、韓国国内資産463億3000万ウォンにのぼり、外国資本が約60パーセントを占めた。国際協力銀行の文書によると、外国資本の内訳は次の通り。
1. 日韓基本条約に伴う請求権資金（経済協力金）より無償3,080万ドル。
2. 同、有償4,642万8千ドル（年利3.5%、7年猶予、13年返済）。
3. 日本輸出入銀行より5,449万8千ドル（年利5.875%、1年猶予、11.5年返済）。
4. Japan oriental cotton (トーメン)より1,398万7千ドル（年利6.5%、1年猶予、10年返済）。
5. VOEST company of Austria (VÖEST（ドイツ語版）)より2,434万5千ドル（年利6.5%、3.4年猶予、8.5年返済）。

八幡製鐵及び富士製鐵（両社は1970年に合併し新日本製鐵となった後、現在は日本製鉄）と日本鋼管（現・JFEスチール）の3社からの技術導入を受けた。

### 拡大
浦項製鉄所は韓国の基幹産業を軽工業から重化学工業へ転換させた。
日本からの技術導入後、ベトナム戦争への参戦を契機とした急激な経済成長の中で、日本の援助により3回に亘る拡張事業の末、1983年、粗鋼生産能力910万トン規模の浦項製鉄所を完成させた。
1985年からは全羅南道光陽市に最新鋭の製鉄所である光陽製鉄所第一期設備着工。1992年には、四半世紀に亘る製鉄所建設の総合竣工。現在は光陽の製鉄所が主要拠点になっている。

### 民営化
当初国有企業(1983年時点で韓国政府所有比率92%)だったが、韓国政府は1998年7月3日に韓国政府と韓国産業銀行の保有株26.7％を、1人当り3％を限度として私人や外国人に分散売却する案を発表した。以後、韓国政府と韓国産業銀行の保有株が数回に分割して売却された。2000年10月に韓国産業銀行が保有していた株式36％を売却して、完全に民営化された。

### 新日鐵住金・ポスコ技術流出訴訟
新日鐵住金（現：日本製鉄）が、ポスコなどを相手取り高級鋼板の製造技術を不正に取得したとして損害賠償の支払いなどを求めた訴訟である。
ポスコの製鉄技術は2004年頃から急激に向上し、新日本製鐵の高品位製品のシェアを奪っていったが、これは1990年代に新日鐵を退職した技術者が、新日鐵が数十年と数百億円をかけて開発した門外不出の「方向性電磁鋼板」の技術をポスコに流出させたことが関連したとされる。
2012年5月に新日鐵は、ポスコと新日鐵の元技術者らを、不正競争防止法の「営業秘密の不正取得行為」にあたるとして、1000億円の損害賠償と高性能鋼板の製造・販売差し止めを求めて、東京地裁に提訴した。この裁判において、ポスコ本社の社長の意思決定により日本から機密情報が盗用されており、同社東京研究所の実態については、「研究所とは名ばかりで実験設備は何もなく、もっぱら日本の鉄鋼メーカーの情報を収集し韓国の本社に送っていた」とする同社元社員の陳述書を、新日鐵住金（提訴後に合併により社名変更）が提出した。
2015年9月30日、ポスコから300億円の支払いを受けることで和解したと発表した。これに伴い両社は日本と韓国、アメリカで起こした訴訟3件を取り下げた。元従業員らに対する訴訟についても、元従業員らが謝罪を行い、解決金を支払うことで和解し、2017年3月27日付で訴訟を取り下げ終結した。

### 新素材部門への進出
ポスコは、リチウムの精製を通じて新素材分野への進出を模索。2018年にオーストラリアのリチウム鉱山会社であるピルバラ社の株式4.7%を取得したほか、アルゼンチンのオンブレムエルト塩湖の権益も取得した。稼働中の光陽工場を拡大するとともに新たにアルゼンチンに精製工場を建設することで、2022年までに6万5000トンの高純度リチウムの生産体制を確立するとしている。

### 2022年 台風による被害
2022年、台風11号が韓国を通過。この台風による豪雨で浦項製鉄所が冠水する被害を受け、全高炉が停止する事態となった。同月中に一部で生産が開始されたが、被害は数か月に影響が及ぶ規模となった。

## 資本関係
ニューヨーク証券取引所、ロンドン証券取引所、韓国取引所に上場している。日本製鉄とは、互いの株を持ち合っている。
2005年11月22日には東京証券取引所第一部に上場した（証券コード：5412）。日本の株式市場に上場するのは韓国企業で初めてであったが、2015年に系列会社の赤字の影響により、創設以来初の赤字に陥り、同年12月14日に上場廃止した。
2016年5月16日、新日鐵住金（現：日本製鉄）が保有するポスコの株式の約3分の1を売却すると発表した。保有する約439万株のうち150万株を売却する。ポスコへの出資比率は5.04％から3.32％に下がる。直近のポスコの株価で計算すると300億円規模になるという。
子会社としては韓国最大のシステムインテグレータ会社のポスデータ（2010年、POSCONと合併しPOSCO ICTに社名変更）や建設会社などを抱える。2002年SKテレコムに吸収合併された、新世紀通信という携帯電話事業者の筆頭株主だった。出資する財団で浦項工科大学校や光陽製鉄高校などの学校を運営している。スポーツではKリーグの浦項スティーラース、全南ドラゴンズのメインスポンサーになっている。

## 納品先
自動車用鋼板分野では、1982年にヒュンダイの「ポニー」用に納品を始め、1994年からはホンダ、日産、スズキなど日本の自動車メーカーに輸出した。
2000年代に入ってGM、フォルクスワーゲン、FCA、シトロエン、ダイムラー・クライスラー（現ダイムラー並びにFCA US）など世界主要13社の自動車メーカーに納品している。
世界で最も厳しい品質基準を持つといわれるトヨタには、日本の代表的な鉄鋼メーカーである新日鐵と関係が深いことを理由に納品を断られてきたが、数十回という交渉の末に2005年から輸出が開始された。

## 沿革
- 1967年7月 - 総合製鉄所敷地を浦項に確定。
- 1967年11月 - 総合製鉄事業推進委員会会議。
- 1968年4月1日 - 浦項総合製鉄株式会社創立[3]。
- 1969年2月 -  世界銀行やアメリカからの資金は得られないことが判明[5]。
- 1970年4月1日 - 浦項製鉄所第一期設備着工[7]。
- 1971年5月13日 - 浦項築炉（現・ポスコケミカル）を設立
- 1973年6月 - 最初の銑鉄
- 1973年7月3日 - 浦項製鉄所第一期設備竣工（粗鋼年産103万トン）。
- 1976年5月1日 - 浦項製鉄所第二期設備竣工（粗鋼年産260万トン）。
- 1978年12月8日 - 浦項製鉄所第三期設備竣工（粗鋼年産550万トン）。
- 1981年2月8日 - 浦項製鉄所第四期設備の総合竣工（粗鋼年産850万トン）。
- 1982年4月1日 - 巨洋開発（現・ポスコ建設）を設立
- 1983年5月25日 - 浦項製鉄所第四期の二次設備竣工（粗鋼年産910万トン）。
- 1985年12月5日 - 光陽製鉄所第一期設備着工。
- 1986年12月3日 - 浦項工科大学校開校。
- 1987年3月3日 - 浦項産業科学研究院創立。
- 1987年5月7日 - 光陽製鉄所第一期設備竣工（粗鋼年産1180万トン）。
- 1988年2月15日 - 浦項鍍金鋼板（現・ポスコ鋼板）を東国製鋼と共同で設立
- 1988年6月10日 - 企業公開（国民株一号）。
- 1988年7月12日 - 光陽製鉄所第二期設備竣工（粗鋼年産1450万トン）。
- 1990年12月4日 - 光陽製鉄所第三期設備竣工（粗鋼年産1750万トン）。
- 1992年10月2日 - 浦項製鉄所四半世紀に亘った製鉄所建設の総合竣工（粗鋼年産2080万トン）。
- 1993年12月9日 - ISO 9002認証収得。
- 1994年10月14日 - ニューヨーク証券取引所上場。
- 1994年12月7日 - 浦項放射光加速機竣工。
- 1995年9月1日 - ポスコセンター開館。
- 1995年10月27日 - ロンドン証券取引所上場。
- 1995年11月28日 - 浦項製鉄所新製鉄工場竣工。
- 1997年3月14日 - 社外取締役制度の導入。
- 1999年3月31日 - 光陽製鉄所第五高炉竣工（粗鋼2800万トン生産体制）。
- 2000年10月14日 - 民営化。
- 2001年7月2日 - ポスピアシステムの稼動。
- 2002年3月15日 - 株式会社ポスコに社名変更。
- 2003年6月2日 - モラル規範の宣布。
- 2003年11月7日 - ポスコチャイナ発足。
- 2004年8月17日 - ファイネックス商用化設備着工（150万トン規模）。
- 2004年10月15日 - ポスコジャパン発足。
- 2005年8月25日 - ポスコインディア発足。
- 2005年11月22日 - 東京証券取引所上場。
- 2006年6月13日 - 光陽製鉄所6CGL竣工（自動車鋼板650万トン体制）。
- 2006年11月15日 - ベトナム・ブンタウ省にポスコベトナム発足（70万トン規模）
- 2006年12月7日 - 鍍金工場のポスコメキシコ発足（90万トン規模）
- 2007年12月26日 - 現地の電気めっき製造会社MEGSの持分を買収しポスコマレーシアを発足（18万トン規模）。ポスコ創立以来初めての海外鉄鋼会社の買収であった。
- 2009年 - インド・マハラシュトラ州に冷間・鍍金工場のポスコマハラシュトラを発足（180万トン規模）
- 2010年8月30日 - 大宇インターナショナル（現・ポスコインターナショナル）を買収し子会社化
- 2013年12月23日 - インドネシア国営のクラタカウ・スチール（英語版）社との合弁会社であるクラカタウ・ポスコがジャワ島チレゴンに建造した[26]製鉄所が竣工（スラブ等300万トン体制→目標600万トン体制）[27]。
- 2013年12月24日 - インドネシアのクラカタウ・ポスコ製鉄所が稼働2日目に故障で全面停止[26]。
- 2014年2月22日 - インドネシアのクラカタウ・ポスコ製鉄所の高炉で午前0時30分と午前3時の2回爆発事故が起きる[28][29]。同日午後4時頃、爆発とともに赤い煙が立ち上る[30]。
- 2014年2月26日 - インドネシアのクラカタウ・ポスコ製鉄所で爆発火災発生[31]。
- 2014年12月15日 - 現地時間の午後、インドネシアのクラカタウ・ポスコ製鉄所で爆発事故が起き[32]、負傷者はインドネシア人作業員7人、うち2人は全身の90パーセントに達する深刻な火傷を負った[33]。
- 2015年12月14日 - 東京証券取引所の上場廃止。
- 2018年1月15日 - インドネシアのクラカタウ・ポスコ製鉄所で稼働から4年で初の黒字（2017年の営業利益：1,200万米ドル）と発表。現地のインフラ需要の拡大が寄与した。累積販売は1,000万トンを突破[34]。
- 2020年3月25日 - インドネシアのクラカタウ・ポスコの2019年の営業利益は500万ドルで、前年（1億8200万ドル）に比べ97.3％減少と報道[35]。